# Andreaea pilifera
Andreaea pilifera är en bladmossart som beskrevs av Theodor Carl Karl Julius Herzog och Thériot 1937. Andreaea pilifera ingår i släktet sotmossor, och familjen Andreaeaceae. Inga underarter finns listade i Catalogue of Life.